# CLDN10
CLDN10 (англ. Claudin 10) – білок, який кодується однойменним геном, розташованим у людей на короткому плечі 13-ї хромосоми. Довжина поліпептидного ланцюга білка становить 228 амінокислот, а молекулярна маса — 24 488.
| 10         |  | 20         |  | 30         |  | 40         |  | 50         |
| ---------- |  | ---------- |  | ---------- |  | ---------- |  | ---------- |
| MASTASEIIA |  | FMVSISGWVL |  | VSSTLPTDYW |  | KVSTIDGTVI |  | TTATYWANLW |
| KACVTDSTGV |  | SNCKDFPSML |  | ALDGYIQACR |  | GLMIAAVSLG |  | FFGSIFALFG |
| MKCTKVGGSD |  | KAKAKIACLA |  | GIVFILSGLC |  | SMTGCSLYAN |  | KITTEFFDPL |
| FVEQKYELGA |  | ALFIGWAGAS |  | LCIIGGVIFC |  | FSISDNNKTP |  | RYTYNGATSV |
| MSSRTKYHGG |  | EDFKTTNPSK |  | QFDKNAYV   |  |            |  |            |

A: Аланін

C: Цистеїн

D: Аспарагінова кислота

E: Глутамінова кислота

F: Фенілаланін

G: Гліцин

H: Гістидин

I: Ізолейцин

K: Лізин

L: Лейцин

M: Метіонін

N: Аспарагін

P: Пролін

Q: Глутамін

R: Аргінін

S: Серин

T: Треонін

V: Валін

W: Триптофан

Задіяний у таких біологічних процесах, як транспорт іонів, транспорт, альтернативний сплайсинг. 
Локалізований у клітинній мембрані, мембрані, клітинних контактах, щільних контактах.